# Tonga
 For alternative betydninger, se Tonga (flertydig). (Se også artikler, som begynder med Tonga)
Tonga (officielt: Kongedømmet Tonga; tongansk: Pule'anga Fakatu'i 'o Tonga; engelsk: Kingdom of Tonga) er et land i Oceanien, der ligger syd for Samoa og øst for Fiji. Landet består af 177 øer, hvoraf 36 er beboede.

## Historie
Uddybende artikel: Tongas historie
Øgruppen, der udgør Tonga, blev forenet i et polynesisk kongerige i 1845. I 1875 blev kongedømmet konstitutionelt. I 1900 blev Tonga et britisk protektorat. Tonga blev uafhængigt i 1970 og blev da medlem af Commonwealth.

## Politik
Uddybende artikel: Tongas politik
Tonga fungerer som et konstitutionelt monarki og regeringen udpeges således af kongen. Tonga er bl.a. medlem af FN og Commonwealth.
Human Rights and Democracy Movement er den største demokratiske bevægelse i landet og fik ved valget i 2005 7 ud af 9 mandater. Idet parlamentet har 21 medlemmer og resten udpeges af blandt andre adelen, har partiet dog ikke flertal. People's Democratic Party var det første registrerede parti.
Valgsystemet blev lavet om i april 2010, således at 17 ud af 26 medlemmer af parlamentet nu vælges direkte.

## Demografi
Uddybende artikel: Tongas demografi
Etnisk sammensætning: flest polynesiere. Religion: kristendom.